# Фотореалізм

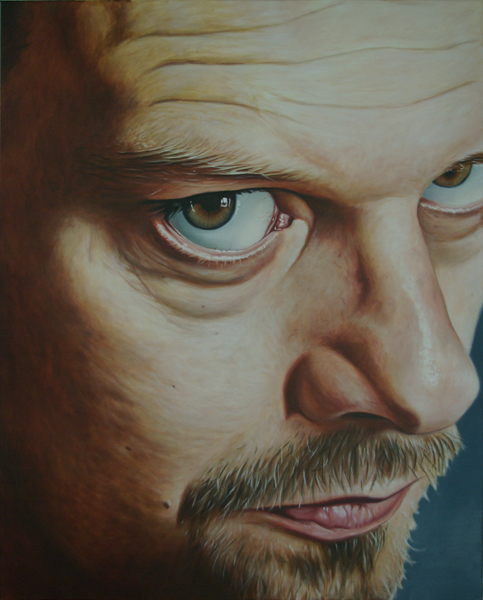
Автопортрет Кора Гроненберга (2007)

Це стаття про напрямок живопису. Також фотореалізмом називають напрямок комп'ютерної графіки, що прагне до того, щоб кінцеве зображення не можна було відрізнити від фотографії.
Фотореалізм — напрямок в живопису, який виник у США наприкінці 1960-х, а потім поширився в 1970-х роках в Європі. Термін, проте, переважно застосовується щодо робіт американських фотореалістів кінця 1960-х — початку 1970-х років.

## Стиль та історія
Слово «фотореалізм» було придумано Луї Мейзелем (Louis K. Meisel) 1968 року, а вперше опубліковано — 1970 року в каталозі Музею Вітні для виставки «Двадцять два реаліста» Луї Мейзель, двома роками пізніше склав визначення фотореалізму з п'яти пунктів, на прохання Стюарта М. Спейсера (Stuart M. Speiser), який володів великою колекцією робіт фотореалістів, яка пізніше демонструвалася на пересувній виставці «Фотореалізм 1973: колекція Стюарта М. Спейсера» («Photo-Realism 1973: The Stuart M. Speiser Collection.») визначення було наступним:

1. фотореаліст використовує камеру та фотографію для збору інформації

2. фотореаліст використовує механічні та електромеханічні засоби для переносу інформації на полотно

3. фотореаліст повинен мати технічну можливість зробити фінальний результат виглядаючим фотографічно

4. Художник повинен мати виставлену роботу, як фотореаліст, від 1972 року для того, щоб вважатися значним фотореалістом

5. Художник повинен присвятити, як мінімум п'ять років, створенню та показу робіт в стилі фотореалізму

Фотореалістичний живопис неможливий без фотографії. В фотореалізмі зміни і рух повинні бути заморожені в часі, котрі мають бути скрупульозно представлені художником. Фотореалісти збирали свої образи та інформацію за допомогою камери та фотографій. Зазвичай знімки робились на слайд, а потім переносилися на полотно. Це робилося за допомогою проєкції слайда або з використанням сітки. Результат був копією фотографії, але зазвичай набагато більше оригіналу.
З часом фотореалізм, як живопис на основі фотографічного зображення, перетворився на напрямок гіперреалізм, який стилістично нагадує свого попередника, проте має свої особливості, не тільки у збільшенні масштабу фігуративних зображень, а й у загостренні постмодерністського погляду на річ як на симулякр.

## Художники
Перше покоління американських фотореалістів включало таких художників як Річард Естес (Richard Estes), Ральф Ґоінґз (Ralph Goings), Чак Клоуз (Chuck Close), Чарлз Белл (Charles Bell), Джон Бедер (John Baeder), Одрі Флек (Audrey Flack), Дон Едді (Don Eddy), Роберт Бештле (Robert Bechtle), Том Блеквелл (Tom Blackwell) і Річард Маклін (Richard McLean). Дуейн Генсон (Duane Hanson) та Джон ДеАндреа (John DeAndrea) були скульпторами, чию творчість пов'язують з фотореалізмом, завдяки розфарбованій дуже натуралістично скульптурі, яка зображує звичайних людей.

## Фотореалізм на рубежі тисячоліть
Підйом фотореалізму був у середині 1970-х, але на початку 1990-х інтерес до жанру відродився. Цей відновлений інтерес пов'язаний як з художниками «першого покоління» фотореалістів, так і з молодшими. З новими технологіями можливості художників розширилися. Багато відомих молодих фотореалістів — європейці: Рафаела Спенс (Raphaella Spence) — англійка, яка живе в Італії, Бертран Меньєль (Bertrand Meniel) у Франції, Роберто Бернарді (Roberto Bernardi) та Чіара Альбертоні (Chiara Albertoni) в Італії, Бернардо Торренс (Bernardo Torrens) в Іспанії, Тоні Брунеллі (Tony Brunelli) в Нью-Йорку та Клайв Гед (Clive Head) у Великій Британії. Серед азійських фотореалістів відомий іранець Іман Малекі.